# Glanda lui Ebner

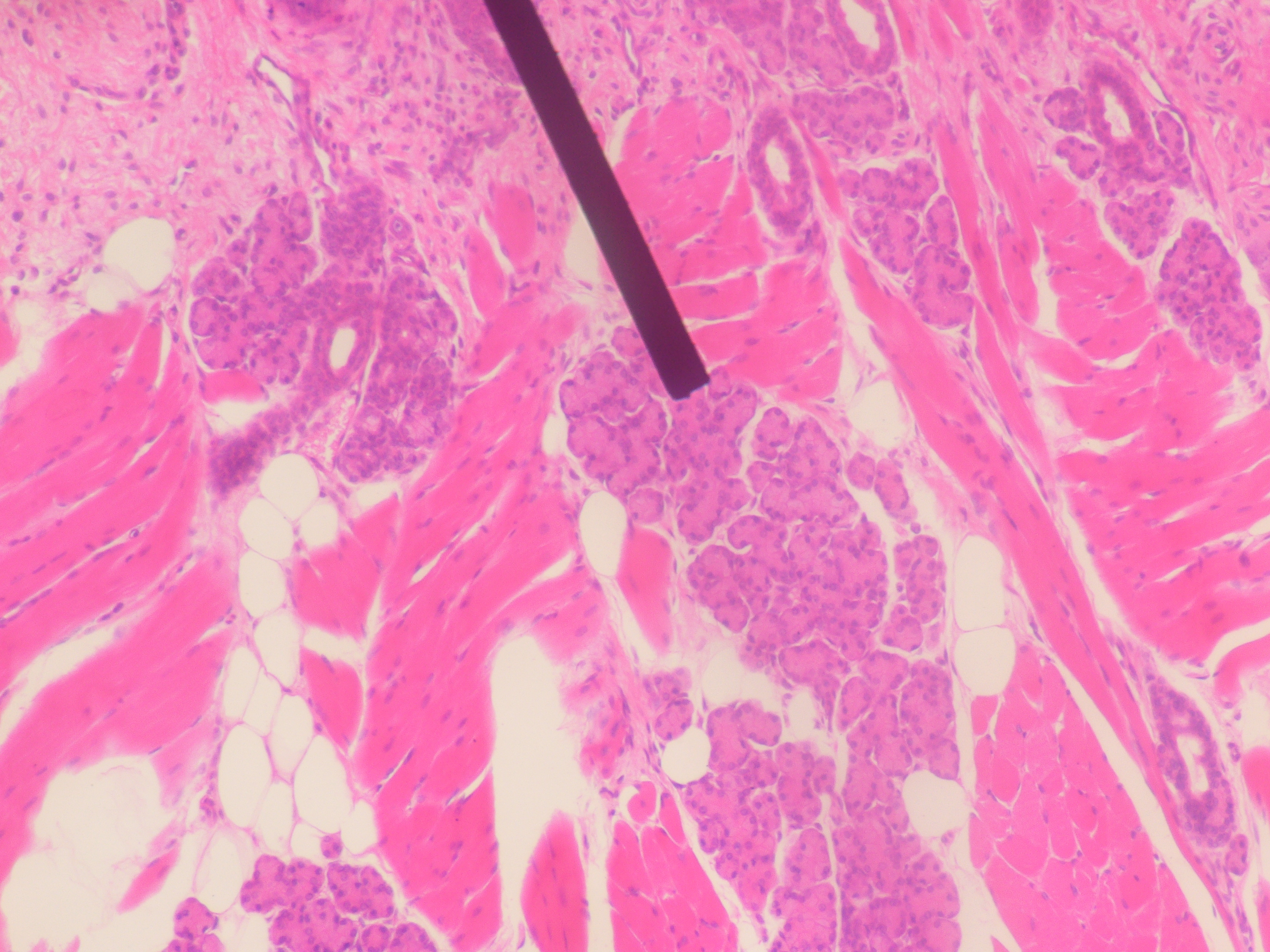
Glanda lui Ebner.

Glanda lui Ebner este una din micile glande salivare, aflate în cavitatea bucală, sub limbă. 
Glanda lui Ebner produce enzime importante, în special lipază.